# Hart County, Georgia
Hart County är ett administrativt område i delstaten Georgia, USA, med 25 213 invånare. Den administrativa huvudorten (county seat) är Hartwell.

## Geografi
Enligt United States Census Bureau har countyt en total area på 664 km². 601 km² av den arean är land och 63 km² är vatten.

### Angränsande countyn
- Oconee County, South Carolina - nord
- Anderson County, South Carolina - nordost
- Elbert County - syd
- Madison County - sydväst
- Franklin County - väst

### Orter
- Bowersville
- Hartwell (huvudort)